# Tu je bila Britt-Marie
Tu je bila Britt-Marie (v originalu švedsko Britt-Marie var här) je roman, ki ga je leta 2014 izdal švedski bloger, kolumnist in pisatelj Fredrik Backman.

## Zgodba
Zgodba govori o pedantni, staromodni in malce vsiljivi 63-letni ženski, ki ne prenese umazanije in je skoraj obsedena s čiščenjem s sodo bikarbono. Po tem, ko zapusti moža, je prisiljena poiskati službo, kar pa pri njenih letih in njenih delovnih izkušnjah, ni lahko. Na zavodu za zaposlovanje ji mlada uslužbenka uspe najti delovno mesto hišnice v športnem objektu majhnega, od boga pozabljenega mesteca Borg. Za Britt-Marie se s tem njeno brezhibno urejeno in organizirano življenje postavi na glavo. Mestece, ki ga je finančna kriza pahnila v recesijo, se sooča z begom ljudi in zapiranjem podjetij. V mestu pa je za eno nogometno ekipo prisrčnih otrok, ki potrebujejo trenerja. Britt-Marie sprejme vlogo trenerja, čeprav o nogometu nima niti najmanjšega pojma, s čimer si pridobi simpatije stanovalcev tega od boga pozabljenega mesteca, ki ji hočeš nočeš zlezejo pod kožo in pokažejo, da je na tem svetu še vedno lahko koristna.